# Anatane ratuje dzieci z Okury
Anatane ratuje dzieci z Okury (fr. Anatane et les enfants d’Okura, 2018-2019) – francusko-japońsko-kanadyjski serial animowany. 

## Treść
Rok 2213. Po zakończeniu III wojny światowej, władzę nad światem sprawuje bezwzględny dyktator Clunk. Wszyscy chłopcy, którzy ukończyli 15 lat, podobnie jak wcześniej ich ojcowie, zostają skierowani do Okury, do pracy przy tajemniczym projekcie. Każdy kto był wcześniej w Okurze wrócił z niej odmieniony i bezwzględnie lojalny wobec panującego reżimu. Do grona pracowników ma dołączyć Anatane. Wkrótce chłopiec odkrywa w sobie niezwykłą umiejętność - zdolność bycia niewidzialnym. Wówczas postanawia stawić czoła dyktatorowi i pomóc zniewolonym mieszkańcom Okury.

## Francuski dubbing
- Xavier Dolan : Anatane
- Élizabeth Chouvalidzé : Yulia
- Daniel Picard : Denko
- Hugolin Chevrette-Landesque : Nikita
- Jean-Luc Montminy : Junroh
- Sarah-Jeanne Labrosse : Nevenaa
- Mélanie Laberge : Sephora
- Léa Coupal-Soutière : Ariane

## Spis odcinków
| Premiera       | №  | Tytuł polski          | Tytuł francuski          |
| -------------- | -- | --------------------- | ------------------------ |
| SERIA PIERWSZA |    |                       |                          |
| 31.08.2020     | 01 | Narodziny bohatera    | Naissance d’un heros     |
| 01.09.2020     | 02 | Początek wyprawy      | Le debut du voyage       |
| 02.09.2020     | 03 | Sabotaż               | Sabotage                 |
| 03.09.2020     | 04 | Swobodne spadanie     | Chute libre              |
| 04.09.2020     | 05 | Dar Ariane            | Le don d’Ariane          |
| 05.09.2020     | 06 | Przeklęty wulkan      | Le volcan maudit         |
| 06.09.2020     | 07 | Złoty róg             | La Corne d’Or            |
| 07.09.2020     | 08 | Meczet Sulejmana      | Süleymaniye              |
| 08.09.2020     | 09 | Zdrady                | Trahisons                |
| 09.09.2020     | 10 | Elektrozawodskaja     | Elektrozavodskaya        |
| 10.09.2020     | 11 | Tajemnica Neveny      | Le mystere Nevenaa       |
| 11.09.2020     | 12 | Drogi do wolności     | Les voies de la liberte  |
| 12.09.2020     | 13 | Na rozstaju dróg      | La croisee des chemins   |
| 13.09.2020     | 14 | Narodziny legendy     | Naissance d’une legende  |
| 14.09.2020     | 15 | Misja specjalna       | Mission commando         |
| 15.09.2020     | 16 | Poświęcenie           | Le Sacrifice             |
| 16.09.2020     | 17 | Azyl                  | Le Sanctuaire            |
| 17.09.2020     | 18 | Twarzą w twarz        | Face à face              |
| 18.09.2020     | 19 | Znalezieni            | Retrouvailles            |
| 19.09.2020     | 20 | Rozdzieleni           | Séparation               |
| 20.09.2020     | 21 | Księżniczka Ariane    | Princesse Ariane         |
| 21.09.2020     | 22 | Spotkanie             | Rendez-vous              |
| 22.09.2020     | 23 | Zakazane miasto       | La Cité interdite        |
| 23.09.2020     | 24 | Wysoka Rada           | Le Grand Conseil         |
| 24.09.2020     | 25 | Odliczanie            | Compte à rebours         |
| 25.09.2020     | 26 | Tajemnica Goliatkinów | Le Secret des Goliatkine |